# Jouer sa vie
Jouer sa vie est un film documentaire canadien  sur le jeu d'échecs réalisé par Gilles Carle et Camille Coudari, sorti en 1982.

## Synopsis
Documentaire abordant divers aspects du jeu d'échecs : les origines du jeu, le mouvement des pièces, les compétitions internationales. Le film décrit aussi les personnalités et les stratégies de Bobby Fischer, Viktor Kortchnoï, Anatoli Karpov et d'autres champions de l'époque.

## Contexte
Après le grand succès critique et commercial du film Les Plouffe, d'après le roman de Roger Lemelin, Gilles Carle enchaine avec ce documentaire produit par L’Office national du film (ONF) et qu'il coréalise avec Camille Coudari, lui-même grand joueur, maître canadien en 1969 et international en 1978.
Pour Gilles Carle, le film constitue un retour aux sources : au cours des années 1960, c'est à l'ONF qu'il avait fait ses premières armes comme réalisateur, signant des documentaires comme  Dimanche d’Amérique (1961), Patinoire (1963) ou Percé on the Rocks (1964). Carle renoue ainsi avec le genre et la maison de production de ses débuts.
Le film est présenté en première mondiale au Festival des Films du Monde et y reçoit le prix de la Presse internationale.

## Accueil critique
La réaction critique est très favorable. Selon Luc Perreault, dans La Presse, « Gilles Carle vient de signer avec ce documentaire l'un de ses films les plus pétillants, anti-conformiste dans sa forme et dans son ton, bien documenté, rafraîchissant. » Léo Bonneville, de la revue Séquences, déclare : « Le dernier film de Gilles Carle renoue avec le documentaire mais quel documentaire! Passionnant. »  Pour Richard Gay, du Devoir, Gilles Carle « a réussi avec Jouer sa vie un véritable tour de force, soit d’avoir réalisé un film captivant, drôle, dynamique, pertinent et percutant à partir du jeu lent et statique des échecs. » 

## Distinctions
Le film a remporté le prix de la presse internationale au festival des films du monde de Montréal en 1982